# Kerk van Holmen
De Kerk van Holmen (Deens: Holmens Kirke) is een kerkgebouw in het centrum van Kopenhagen.

## Geschiedenis
Oorspronkelijk was de kerk een in 1562 gebouwde ankersmederij voor een militaire inrichting voor de reparatie en controle van schepen. In 1619 liet koning Christiaan IV het gebouw verbouwen tot een kerk voor het personeel van de Koninklijke Marine. In 1641 werd de kerk door de van oorsprong Nederlandse en aan het Deense hof werkzame architect Leonhard Blasius verbouwd tot de kruiskerk zoals we die tegenwoordig kennen. In de jaren 1705-1708 werd de grafkapel toegevoegd.
Koningin Margrethe II werd op 14 mei 1940 in de Holmens Kerk gedoopt en trad er op 10 juni 1967 in het huwelijk met prins Hendrik.
De naam van de kerk verwijst naar Holmen, dat in de 16e eeuw een door een gracht omgeven schiereiland werd. Op het schiereiland stichtte koning Christiaan III een scheepswerf. Met de verhuizing van de scheepswerf naar Nyholm op Christianshavn kreeg het gebied de naam Gammelholm. De gracht, Holmens Kanal, werd in de jaren 1860 gedempt, maar leeft voort in de naam van de straat.
De grote stadsbranden van Kopenhagen van 1728 en 1795 lieten Holmens Kerk ongemoeid en de bombardementen in 1659 en 1807 veroorzaakten slechts lichte schade aan het gebouw. De kerk bevindt zich dus grotendeels nog in oorspronkelijke staat. In een plint aan de noordzijde van het koor is overigens nog een kanonskogel zichtbaar, mogelijk van een Zweedse aanval in 1658.

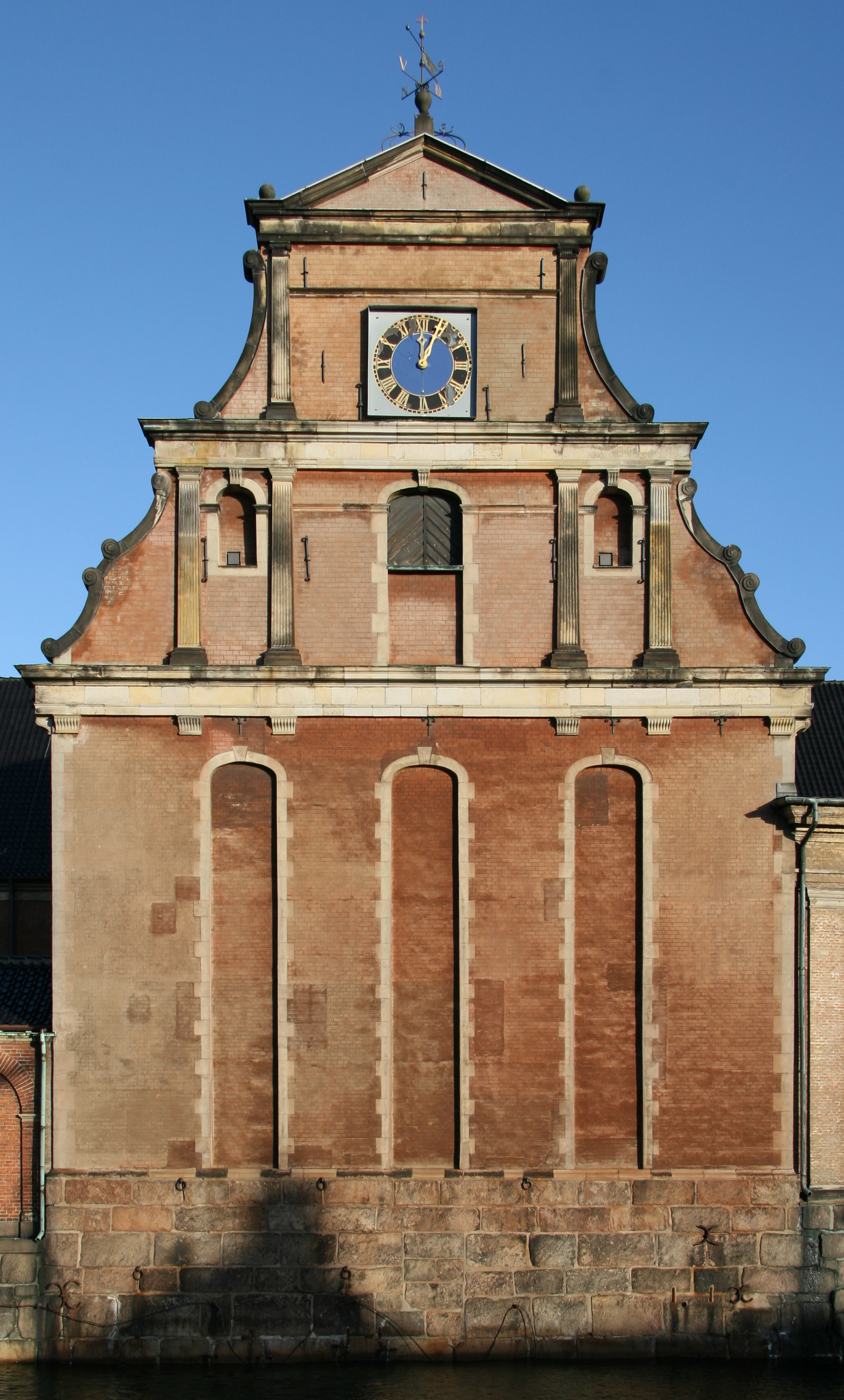
Westelijke gevel
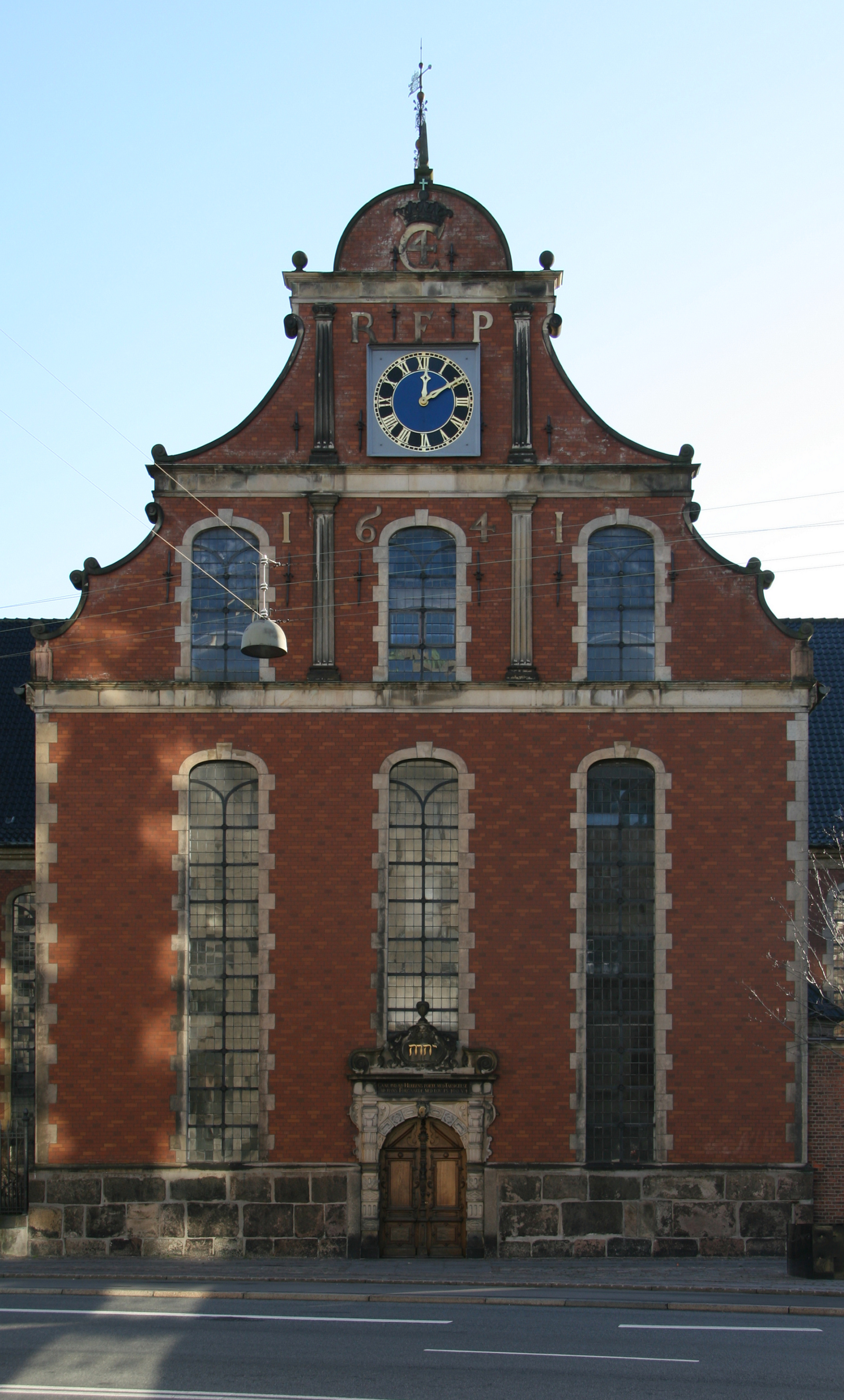
Noordelijke gevel
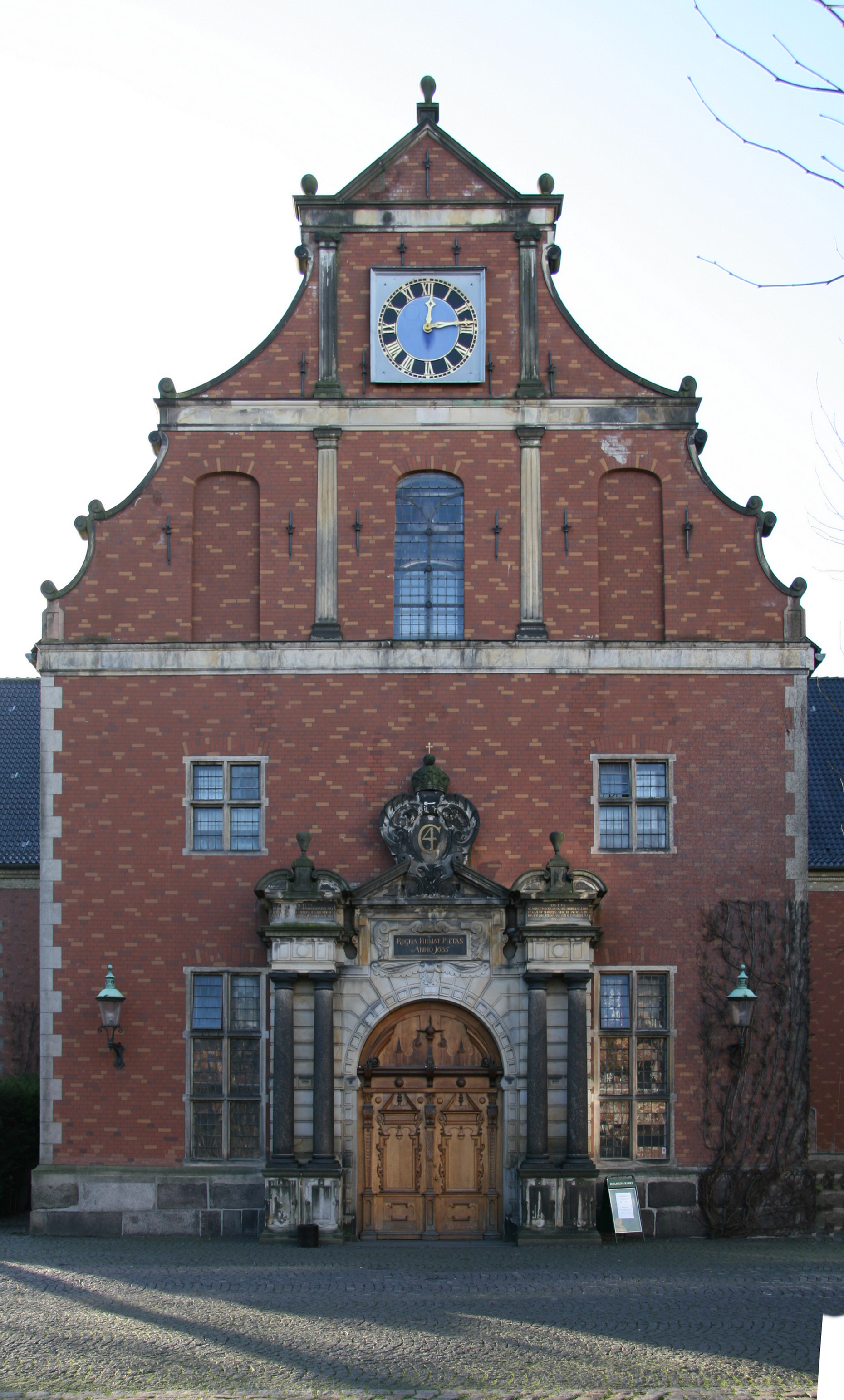
Oostelijke gevel
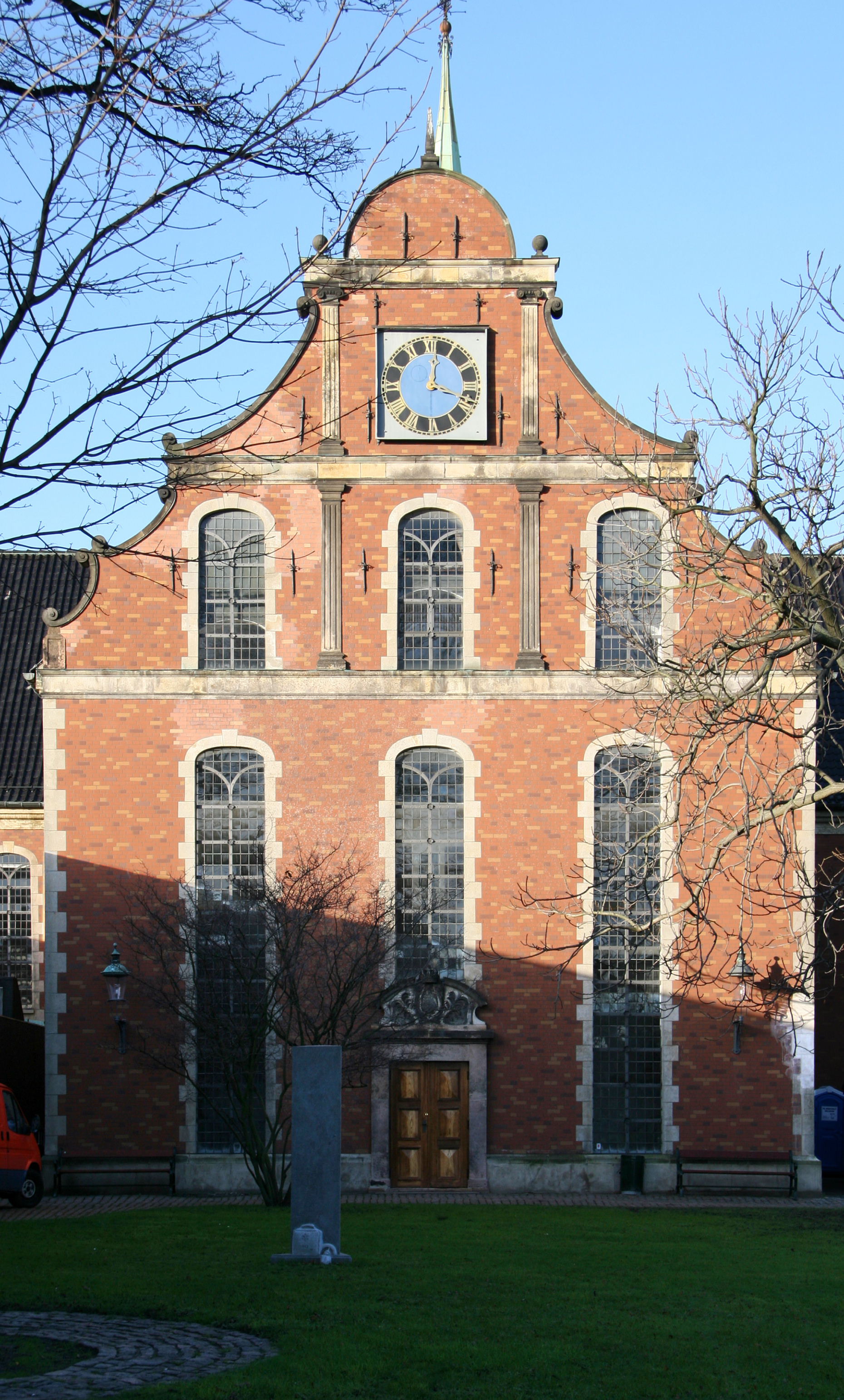
Zuidelijke gevel

## Interieur
- Het monumentale orgel werd oorspronkelijk gebouwd door Lambert Daniel Kastens en in 1738 geïnstalleerd. Het huidige orgel werd in 1956 in de oude orgelkas ingebouwd.
- Het altaar dateert uit 1661 en is een werk van de Deense houtbewerker Abel Schrøder. Het onderste deel toont het Laatste Avondmaal. Daarboven bevindt zich een voorstelling van de kruisiging met aan weerszijden de beelden van de apostelen. In een kleiner veld is de graflegging te zien. De bovenste twee velden tonen de Opstanding en de Hemelvaart.
- De eiken preekstoel uit 1662 werd net als het altaar gebouwd door Abel Schrøder. De met vijf oudtestamentische en vijf nieuwtestamentische voorstellingen gedecoreerde kuip wordt gedragen door een beeld van Mozes. Het klankbord boven de preekstoel wordt door twee vrouwenfiguren gedragen. De opbouw van het klankbord met talrijke engelen moet het Hemels Jeruzalem voorstellen. Boven aan de top staat een zegenende Christus.
- Het oude doopvont uit 1646 is van gietijzer en 117 cm hoog. Het doopvont werd in 1853 overgedragen aan het Nationaal Museum, maar keerde in 1921 terug naar de kerk. Boven het doopvont hangt een scheepsmodel uit 1904. Het is een reproductie van Niels Juels vlaggenschip Chistianus Quintus en werd naar een tekening van 1697 gemaakt.
- In de kerk zijn een aantal fraaie 17e-eeuwse epitafen te zien van geestelijken en vooraanstaande burgers uit Kopenhagen.

## Kapel
Ondanks de slechte economische omstandigheden van het land werd in 1705 aan het zuidelijk koor een grote kapel langs het kanaal gebouwd. Waarschijnlijk hoopte men dat de opbrengsten van de graven in de kapel de bouwkosten zouden overtreffen. Het gebouw is ontworpen door de stadsarchitect Johan Conrad Ernst als een grote zaal met ruimte voor 36 grafplaatsen; waarvan 34 van dezelfde grootte verdeeld over twee rijen en aan de beide uiteinden van de zaal elk één grafplaats met een onregelmatige plattegrond. Aan het einde van de hal ligt de grote Deense zeeheld Niels Juel (1629-1697) met diens vrouw en twee zonen.

## Afbeeldingen

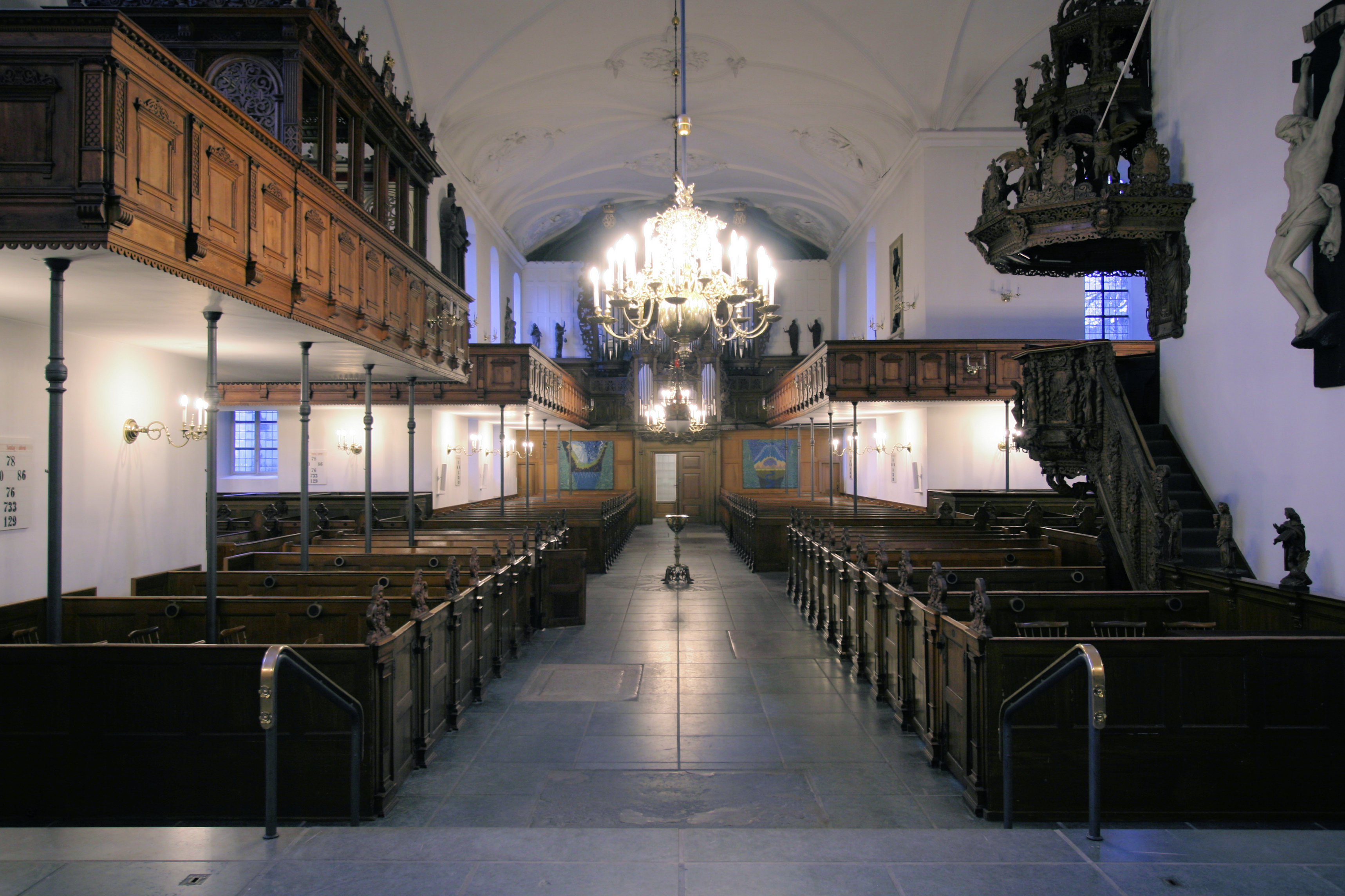
Interieur
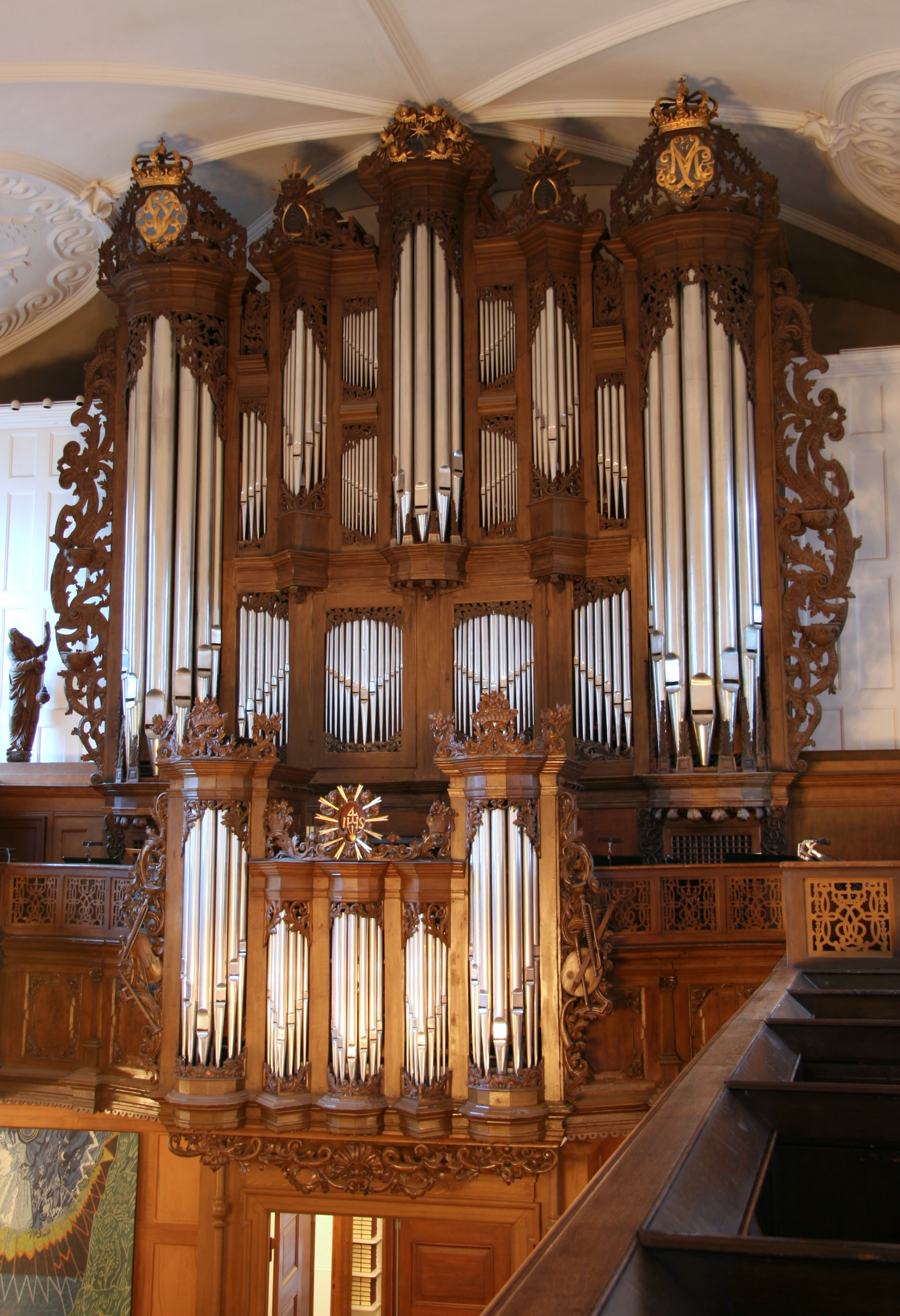
Orgel
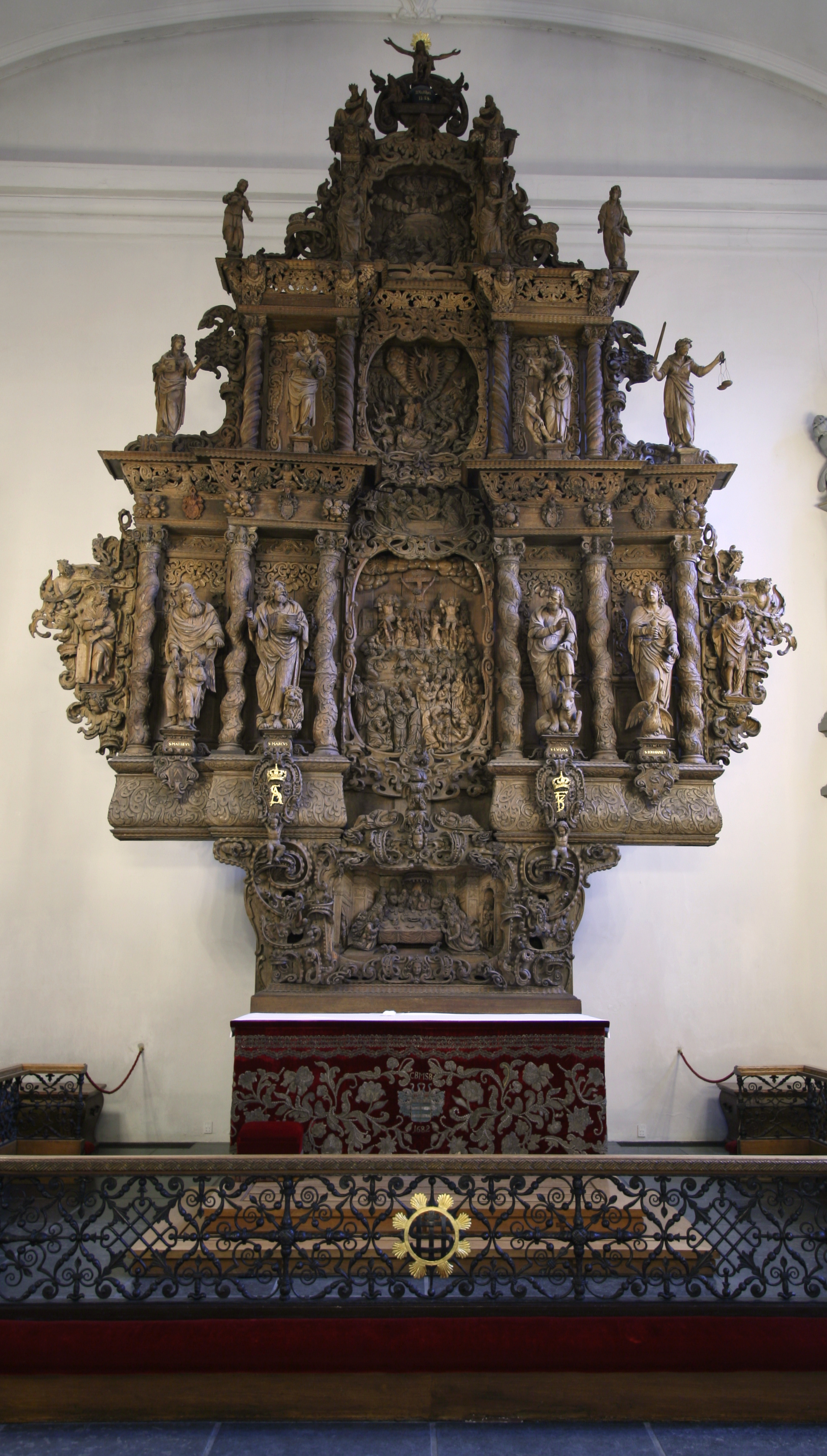
Altaar
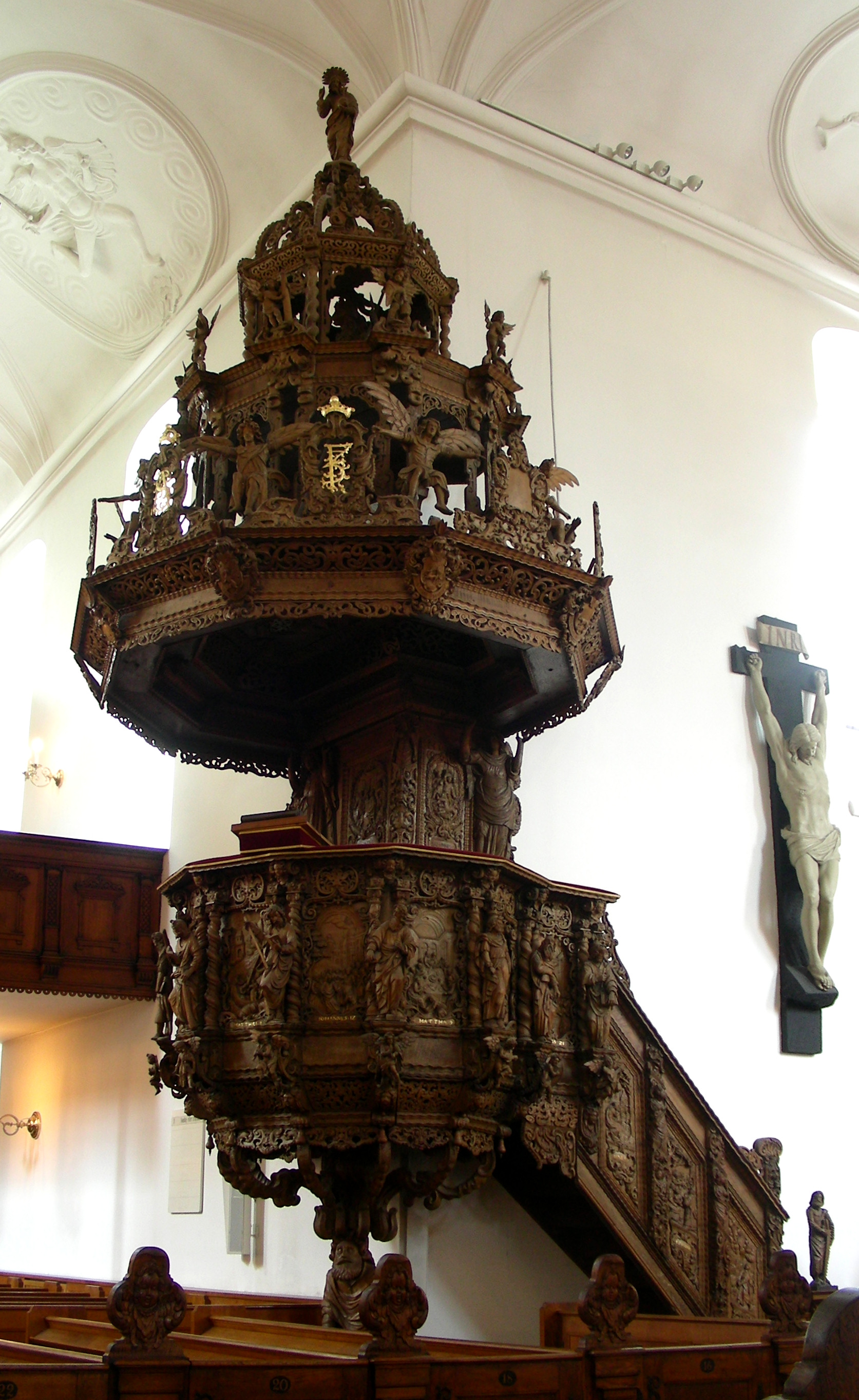
Kansel
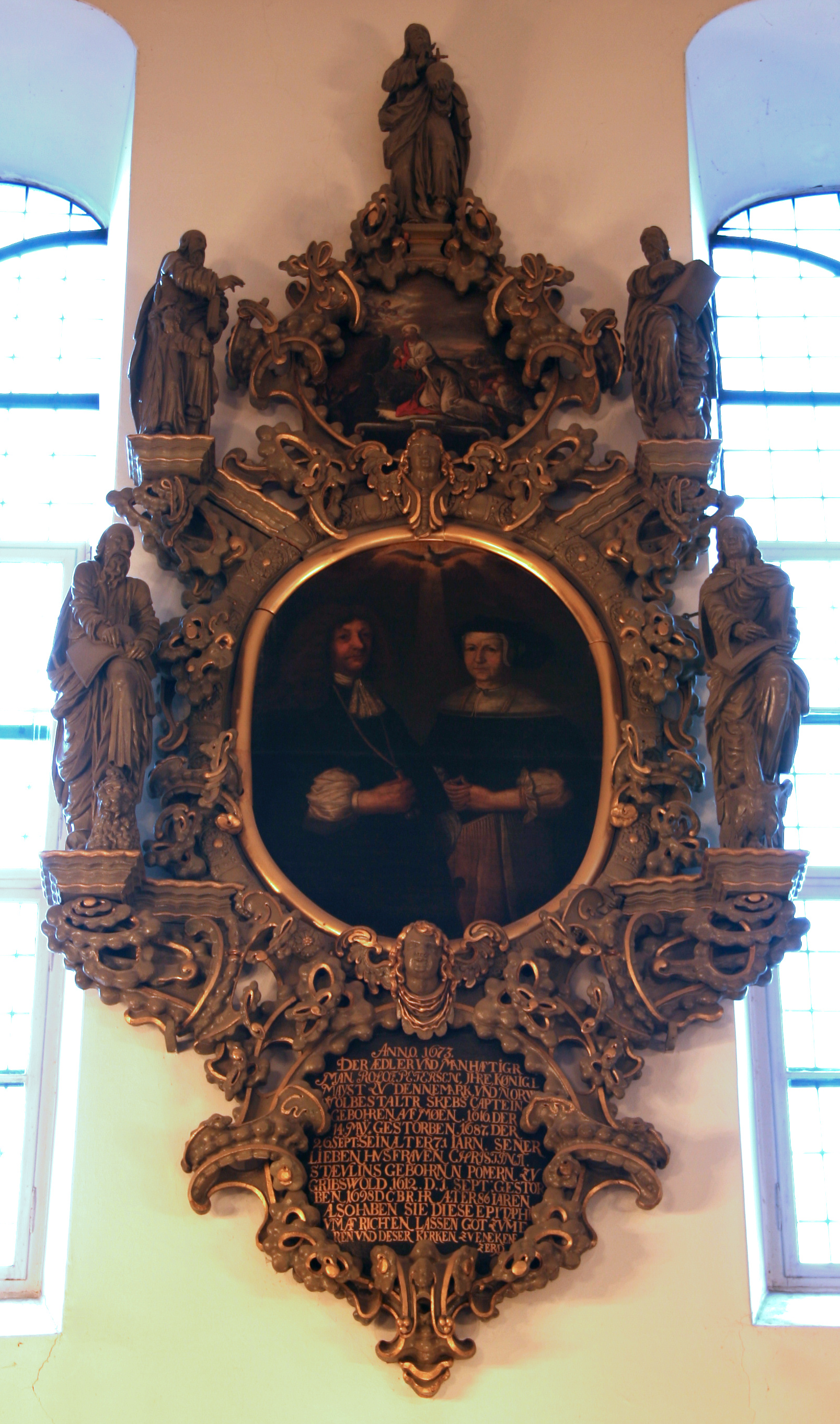
Epitaaf
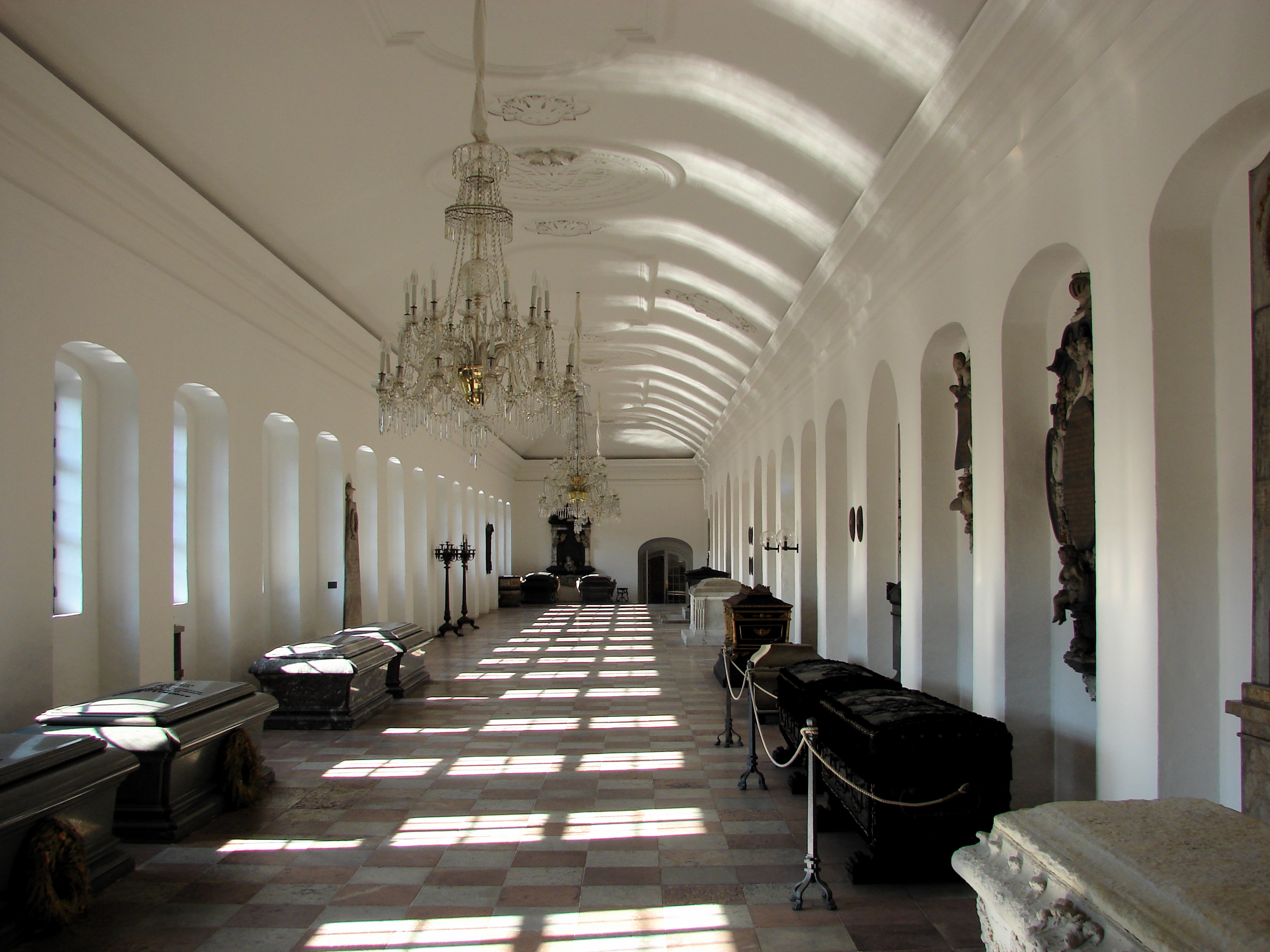
Grafkapel
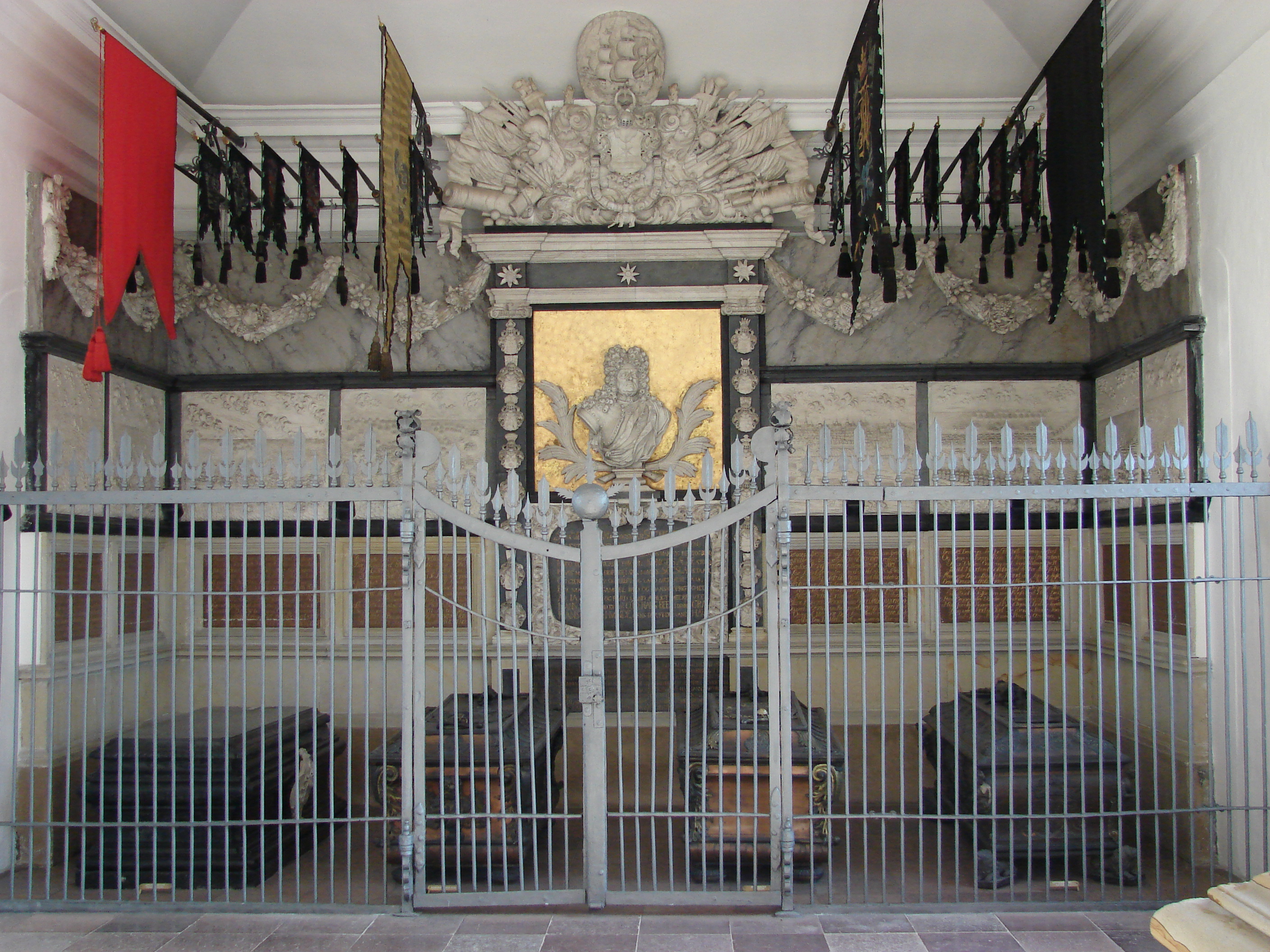
Grafmonument Niels Juel